# Yuri de Gortari Krauss
Yuri de Gortari Krauss (Ciudad de México, 15 de julio de 1951-Ciudad de México, 8 de diciembre de 2020),  fue un cocinero, escritor, historiador y presentador mexicano, especialista en gastronomía mexicana.

## Biografía
Nació en la Ciudad de México el 15 de julio de 1951. Su hermano gemelo, Ilya de Gortari Krauss, fue promotor cultural. Su padre, Gonzalo de Gortari de Gortari, fue médico cardiólogo de profesión y su madre, Irma Krauss Acal, se desempeñó como investigadora literaria en la Biblioteca Nacional y en el Centro de Estudios Literarios de la UNAM.
Cursó sus estudios de bachillerato en la Escuela Nacional Preparatoria número 1 de la UNAM, ubicada en el Antiguo Colegio de San Ildefonso. Años después, estudió la carrera de Lengua y Literaturas Hispánicas en la Facultad de Filosofía y Letras de la Universidad Nacional Autónoma de México.
En 1980 fundó la Editorial Katún y la Distribuidora de Libros y Revistas Unicornio. En 1982 fue coordinador editorial de la Editorial Penélope y en 1986 ocupó el cargo de jefe del Departamento de Publicaciones de Actividades Culturales en el Centro de Enseñanza para Extranjeros (CEPE) de la UNAM. En 1989, se desempeñó como director del Centro Cultural San Ángel. Durante muchos años se dedicó a la docencia de la literatura, a la promoción cultural y a actividades editoriales, aunque desde 1990 optó por dedicarse de lleno a su formación como cocinero.
Fundó y dirigió la Escuela de Gastronomía Mexicana y fue conductor de varios programas de cocina en televisión, radio e internet, entre ellos: En la cocina tradicional mexicana, dentro de la barra Tu Cocina, de Canal Once TV; Cocina identidad, en Youtube, y, junto con su marido, Edmundo Escamilla, el programa de radio México: Crisol de fogones, para Gastro Radio en Madrid, España.

## Premios
- La Real Academia de Gastronomía y la Cofradía de la Buena Mesa de España, le han otorgado el Premio Nacional de Gastronomía en dos ocasiones, 2003 y 2009,[6] en España.[7]

- La “Asociación Euro-Toques”, Asociación de Chefs de la Unidad Económica Europea, le ha entregado la medalla al mérito por la labor realizada en la difusión que hace de la gastronomía mexicana.

- Premio San Pascual 2014: lo otorga el Consejo Consultivo de Mandil y Cordón A.C. a las personalidades de la gastronomía encargados de difundirla así como su labor dentro del ámbito de la enseñanza.[8][9]

## Publicaciones

### Videos
2010, realiza dos vídeos conmemorativos, del Bicentenario de la Independencia de México y del Centenario de la Revolución Mexicana: “Sabores y Saberes de la Historia” Videos en CD, de 50 minutos cada uno.

### Libros
- 2010  Coautor del libro Recuerdos de chocolate.
- 2009  Coautor del libro Mezcal,  nuestra esencia.
- 2008  Coautor del libro Objetos con alma.
- 2006  Coautor del libro El paseo de la Reforma y un ángel para la Patria.
- 2001 Coautor del libro Los sabores de Europa en la cocina mexicana.[10]
- 2000 Coautor del libro El maíz en el mundo, esencia y presencia.
- 2000 Coautor del libro Guisos y golosos del barroco.[11]
- 2000 Coautor del libro El maíz de boca en boca.

### Periódicos y revistas
Colaboraciones en revistas y periódicos, pueden citarse:
- Suplemento “Buena mesa” del periódico Reforma, México
- Suplemento “Menú” del periódico El Universal, México
- Revista egourmet.com
- Revista México Desconocido
- Revista publicada por la Oficina Regional de Cultura para América Latina y el Caribe de la UNESCO
- Cuadernos Patrimonio cultural y turismo CONACULTA
- Revista More Mexico in Singapore, conmemorativa del Bicentenario de la Revolución

## Familia
Fue hermano gemelo de Ilya de Gortari, promotor cultural y dueño del Café de Nadie. Estuvo en pareja por varias décadas con el confundador de ESGAMEX, Edmundo Escamilla, su esposo y socio.